# Gnaphalium cabrerae
Gnaphalium cabrerae là một loài thực vật có hoa trong họ Cúc. Loài này được S.E.Freire mô tả khoa học đầu tiên năm 1999.